# 24609 Evgenij
24609 Evgenij eller 1978 RA2 är en asteroid i huvudbältet som upptäcktes den 7 september 1978 av den ryska astronomen Tamara Smirnova vid Krims astrofysiska observatorium på Krim. Den har fått sitt namn efter den sovjetisk-ryske fysikern Jevgenij Borisovitj Aleksandrov.